# Raionul Soroca
Raionul Soroca este un raion din nordul Republicii Moldova, cu reședința la Soroca.

## Istorie
În Perioada interbelică teritoriul actual al raionului Soroca făcea parte din județul Soroca, unitate administrativă în Regatul României cu reședința la Soroca.

## Demografie

### Statistici vitale
Principalii indicatori demografici, 2013:
- Natalitatea: ▼936 (9,4 la 1.000 locuitori)
- Mortalitatea: ▲1.275 (12,8 la 1.000 locuitori)
- Spor natural: -339

### Structura etnică
Structura etnică a orașului, conform recensământului populației din 2014, este următoarea:
| Grup etnic  | Populație |
| ----------- | --------- |
| Români      | 66.558    |
| Ucraineni   | 2.866     |
| Ruși        | 1470      |
| Romi        | 757       |
| Găgăuzi     | 36        |
| Bulgari     | 37        |
| Alte etnii  | 173       |
| Nedeclarați | 2.546     |
| Total       | 77.656    |

## Administrație și politică
Președintele raionului Soroca este Veaceslav Rusnac, reales la 6 decembrie 2023.
Componența Consiliului Raional Soroca (33 de consilieri), ales la 5 noiembrie 2023, este următoarea:
|  | Partid                                        | Consilieri | Componență | Componență | Componență | Componență | Componență | Componență | Componență | Componență | Componență | Componență | Componență | Componență | Componență | Componență | Componență | Componență |
|  | --------------------------------------------- | ---------- | ---------- | ---------- | ---------- | ---------- | ---------- | ---------- | ---------- | ---------- | ---------- | ---------- | ---------- | ---------- | ---------- | ---------- | ---------- | ---------- |
|  | Partidul Socialiștilor din Republica Moldova  | 16         |            |            |            |            |            |            |            |            |            |            |            |            |            |            |            |            |
|  | Partidul Acțiune și Solidaritate              | 9          |            |            |            |            |            |            |            |            |            |            |            |            |            |            |            |            |
|  | Partidul Comuniștilor din Republica Moldova   | 2          |            |            |            |            |            |            |            |            |            |            |            |            |            |            |            |            |
|  | Platforma Demnitate și Adevăr                 | 2          |            |            |            |            |            |            |            |            |            |            |            |            |            |            |            |            |
|  | Partidul Social Democrat European             | 1          |            |            |            |            |            |            |            |            |            |            |            |            |            |            |            |            |
|  | Partidul Liberal Democrat din Moldova         | 1          |            |            |            |            |            |            |            |            |            |            |            |            |            |            |            |            |
|  | Partidul Dezvoltării și Consolidării Moldovei | 1          |            |            |            |            |            |            |            |            |            |            |            |            |            |            |            |            |
|  | Victor Spinei (independent)                   | 1          |            |            |            |            |            |            |            |            |            |            |            |            |            |            |            |            |

## Diviziuni administrative
Raionul Soroca are 68 de localități: 1 municipiu, 34 de comune și 33 de sate.

## Atracții turistice

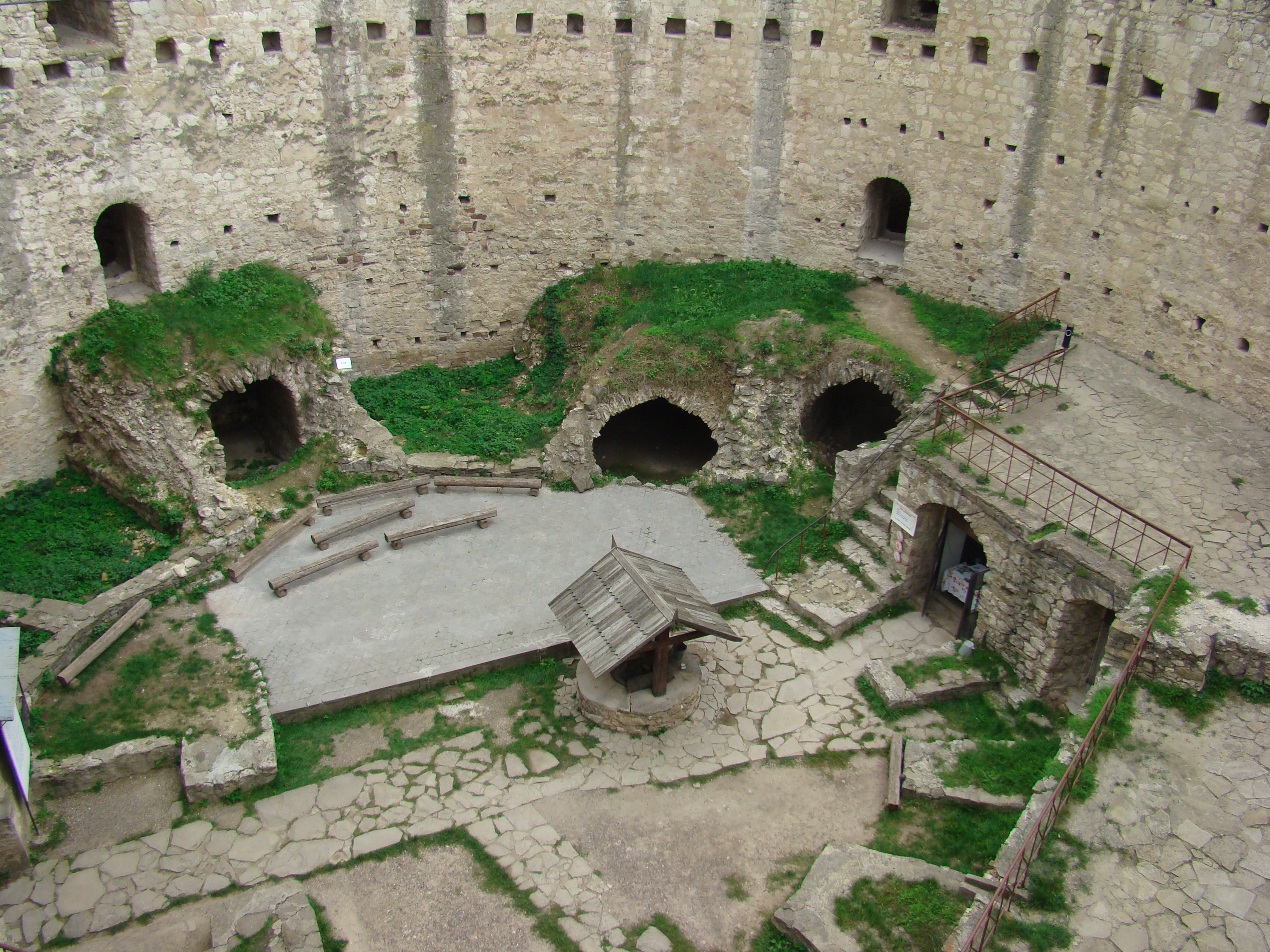
Interiorul cetății Soroca

- Cetatea Soroca din secolul al XV-lea, întemeiată de Ștefan cel Mare și fortificată de Petru Rareș în piatră, în fața vadului peste Nistru, pe locul unei vechi fortărețe genoveze, Alciona (i.e., Albastră în traducere).

## Personalități
- Nicolae Bulat, muzeograf